# Senne Leysen
Senne Leysen (né le 18 mars 1996 à Tielen) est un coureur cycliste belge.

## Biographie

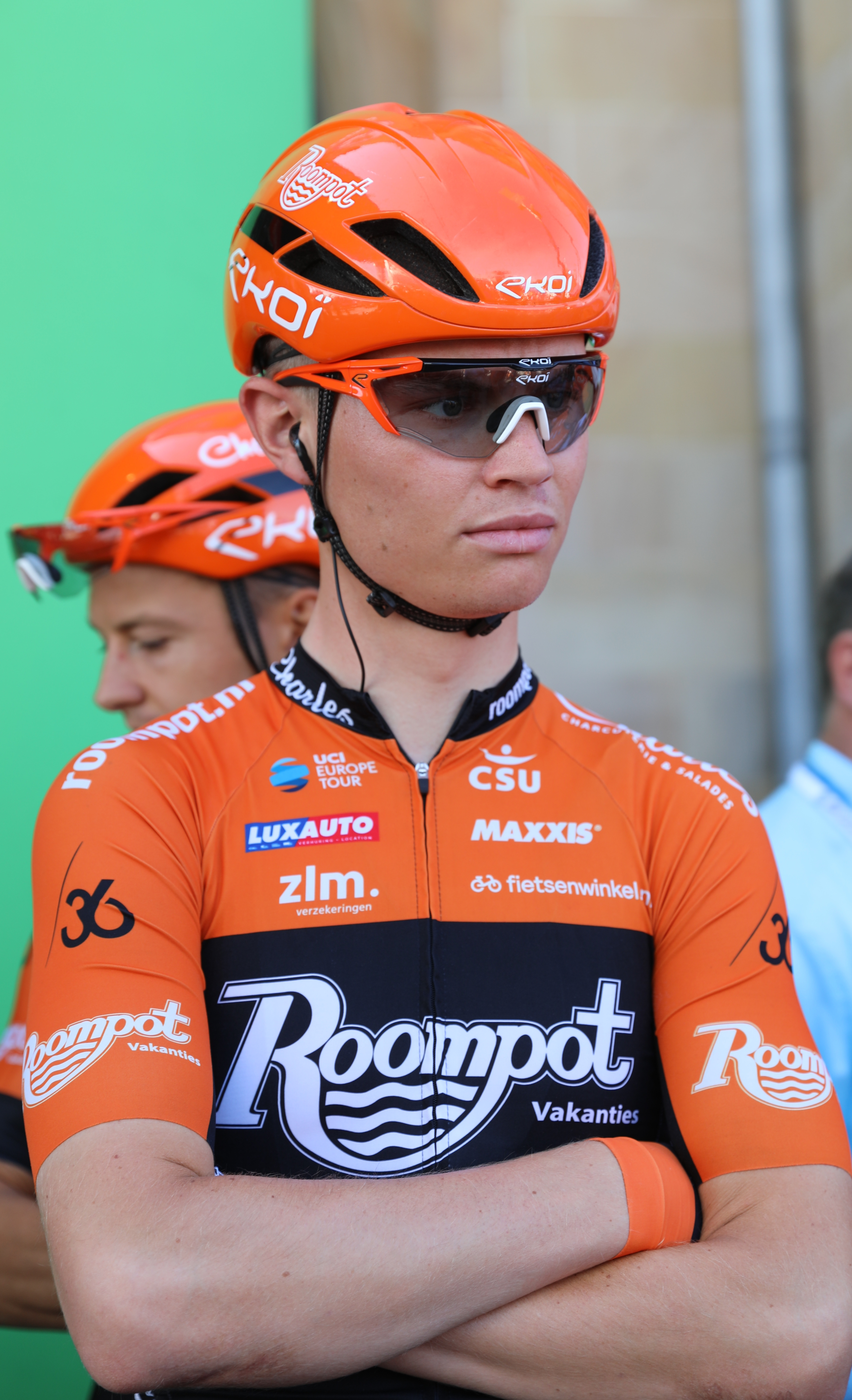
Senne Leysen lors du Tour de Cologne 2019.

Senne Leysen naît le 18 mars 1996 à Tielen en Belgique. Il est le fils de Bart Leysen, ancien cycliste professionnel devenu directeur sportif.
En 2012, il est sacré champion de Belgique et champion de la province d'Anvers de l'exercice du contre-la-montre en catégorie débutants (15/16 ans).
En 2013, il passe en catégorie junior (17/18 ans). Sélectionné à plusieurs reprises en équipe nationale, il termine quatrième du championnat de Belgique du contre-la-montre juniors et neuvième du Keizer der Juniores.
En 2014, Senne Leysen se distingue sur les contre-la-montre. Dans cette discipline, il est sacré champion de la province d'Anvers, remporte celui des Trois Jours d'Axel et termine troisième du championnat de Belgique, sixième d'étape sur la Course de la Paix juniors et treizième du championnat d'Europe. Sur d'autres terrains, il termine deuxième du championnat de Belgique juniors derrière Enzo Wouters, deuxième d'étape et quatrième au classement général du Tour de Haute-Autriche juniors, troisième d'une étape sur Aubel-Thimister-La Gleize et treizième de Paris-Roubaix juniors. Désigné comme étant l'un des favoris de Kuurne-Bruxelles-Kuurne juniors, il se classe finalement douzième. Sélectionné pour les mondiaux de Ponferrada, il se classe 20e du contre-la-montre, après avoir connu un problème mécanique, puis 25e de la course en ligne, au sein du groupe principal. En parallèle de sa carrière sportive, il entame des études de droit.
En 2015, il rejoint l'équipe espoirs de Lotto-Soudal. Au mois d'avril, il devient champion de la province d'Anvers du contre-la-montre espoirs. Toujours au printemps, il termine sixième du championnat de Belgique du contre-la-montre espoirs puis cinquième et meilleur jeune du Tour de Berlin.
Après la dissolution de l'équipe Roompot-Charles, Leysen rejoint l'équipe Alpecin-Fenix en 2020. Cela le rapproche de son père, qui devient directeur sportif de l'équipe la même année. Au mois d'août, il remporte l'avant-dernière étape du Tour Bitwa Warszawska 1920 et termine deuxième du classement général de cette course derrière son coéquipier Oscar Riesebeek. Lors des saisons 2021 et 2022, il participé au Tour d'Italie.

## Palmarès et classements mondiaux

### Palmarès sur route
| - 2011 - 3e du championnat de Belgique sur route débutants - 2012 - Champion de Belgique du contre-la-montre débutants - Champion de la province d'Anvers du contre-la-montre débutants - 2014 - Champion de la province d'Anvers sur route juniors - 2e étape des Trois Jours d'Axel (contre-la-montre) - 2e du championnat de Belgique sur route juniors - 3e du championnat de Belgique du contre-la-montre juniors - 2015 - Champion de la province d'Anvers du contre-la-montre espoirs - 2016 - Champion de Belgique du contre-la-montre par équipes - Champion de la province d'Anvers du contre-la-montre espoirs - Mémorial Igor Decraene - 2e de Bruxelles-Zepperen - 3e du championnat de Belgique du contre-la-montre espoirs - 10e du championnat d'Europe du contre-la-montre espoirs | - 2017 - Champion de Belgique du contre-la-montre espoirs - Champion de la province d'Anvers du contre-la-montre espoirs - 3e étape du Tour du Brabant flamand - 6e du championnat du monde du contre-la-montre espoirs - 10e du championnat d'Europe du contre-la-montre espoirs - 2020 - 3e étape du Tour Bitwa Warszawska 1920 - 2e du Tour Bitwa Warszawska 1920 |  |

### Résultats sur les grands tours

#### Tour d'Italie
3 participations
- 2021 : 101e
- 2022 : 118e
- 2023 : 91e

### Classements mondiaux
| Année                                 | 2015 | 2016  | 2017  | 2018  | 2019  | 2020 | 2021  | 2022  | 2023  | 2024  |
| ------------------------------------- | ---- | ----- | ----- | ----- | ----- | ---- | ----- | ----- | ----- | ----- |
| Classement mondial                    |      | 2467e | 1130e | 2035e | 1224e | 529e | 2040e | 2217e | 2099e | 1946e |
| UCI Europe Tour                       | 826e | 1638e | 1476e | 1556e | 851e  | 432e | 1386e | 1395e | nc    | nc    |
| UCI Asia Tour                         | nc   | nc    | nc    | 706e  |       |      |       |       |       |       |
|                                       |      |       |       |       |       |      |       |       |       |       |
| Légende : nc = non classéSource : UCI |      |       |       |       |       |      |       |       |       |       |